# لالي أندرسن
لالي أندرسن (23 مارس 1905 - 29 أغسطس 1972) كانت مغنية وكاتبة أغاني وممثلة تشانسون (وهي الأغاني التقليدية) ألمانية. ولدت في ليهي (الآن جزء من بريمرهافن). اشتهرت بترجمتها لأغنية ليلي مارلين في عام 1939، والتي تجاوزت الصراع بحلول عام 1941 لتصبح أكبر أغنية دولية في الحرب العالمية الثانية. انتشر تسجيل أندرسن الأصلي لدى كل من المحور والحلفاء، وبحلول نهاية الحرب في معظم اللغات الرئيسية في أوروبا، وبواسطة بعض أشهر الفنانين في بلدانهم. 

## السيرة الشخصية

### الحياة
ولدت أندرسن في ليهي وعمدت باسم إليزابيث كارلوتا هيلينا بيرتا بونينبيرج،  لكنها عُرفت بشكل غير رسمي باسم «ليز-لوت» - وهي اختصار لاسميها الأولين - للأصدقاء والعائلة؛ استمر هذا بعد زواجها الأول عندما كانت تُعرف باسم «ليسلوت ويلك».

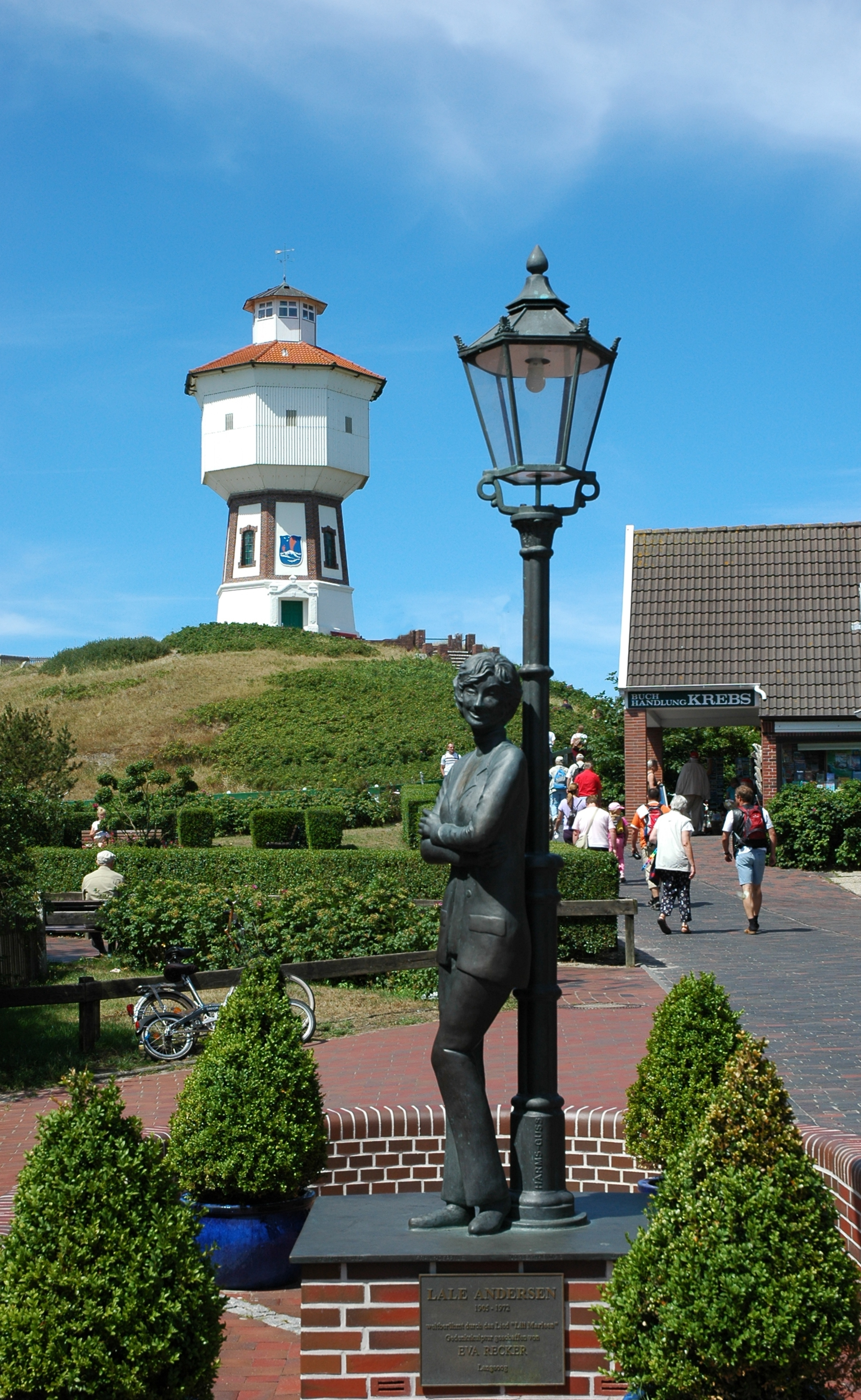
نصب تذكاري للال أندرسن و "ليلي مارلين" في جزيرة انجيوج، ألمانيا.

في عام 1922، كانت تبلغ من العمر 17 عامًا، تزوجت من الرسام الانطباعي الألماني بول إرنست ويلك (1894–1971). ولديهما ثلاثة أطفال: بيورن وكارمن ليتا ومايكل ويلك (1929) - 2017) كان أصغرهم أيضًا يتمتع بمهنة في صناعة الموسيقى الألمانية. بعد وقت قصير من ولادة طفلهما الأخير، انفصل الزواج. تركت أندرسن الأطفال في رعاية أشقائها ثيكلا وهيلموت، وذهبت إلى برلين في أكتوبر 1929،  حيث قيل إنها درست التمثيل في مدرسة الدراما في المسرح الألماني. في عام 1931 انتهى زواجها بالطلاق. في هذا الوقت تقريبًا، بدأت بالظهور على خشبة المسرح في العديد من الملاهي الليلية في برلين.